# Leefdael
Pour les articles homonymes, voir Leefdael (homonymie).
Leefdael, en néerlandais Leefdaal est une section de la commune belge de Bertem située en Région flamande dans la province du Brabant flamand. C'était une commune à part entière avant la fusion des communes de 1977.

## Toponymie
Le toponyme « Leefdaal » est composé de deux mots d'origine celtique. La première partie, Leef vient du nom antique de la rivière Voer. Daal fait référence à la vallée. Le nom signifierait donc « la vallée du ruisseau de Voer. »

## Évolution démographique
- Sources : INS, Rem. : 1831 jusqu'en 1970 = recensements, 1976 = nombre d'habitants au 31 décembre.

## Histoire
Leefdael fut, avant son incorporation dans Bertem en 1977, l'un des plus gros village de la région en termes de surface.
Philippe Helman acheta la seigneurie en 1660. Anne-Françoise Helman fut mariée au premier comte de Bergeyck, et hérita du château. Jean de Brouchoven, comte de Bergeyck fut enterré à Leefdael, résident du château. Dans l'église Saint-Hubert se trouve le mausolée de cette noble famille sous une pierre disparue : Monumentum baronum de Leefdael.
L'an 727, quelques jours avant son décès, saint Hubert fit halte avec ses compagnons à Leefdael en chemin depuis Heverlee où il avait prêché. Il fut pris de fièvre et se hâta alors vers Tervuren.

## Patrimoine
- Église Saint-Lambert
- Château du XVIIe siècle

## Personnalités liées à la commune
- Selah Sue, l'auteur-compositeur-chanteuse belge, a vécu à Leefdael.

## Galerie

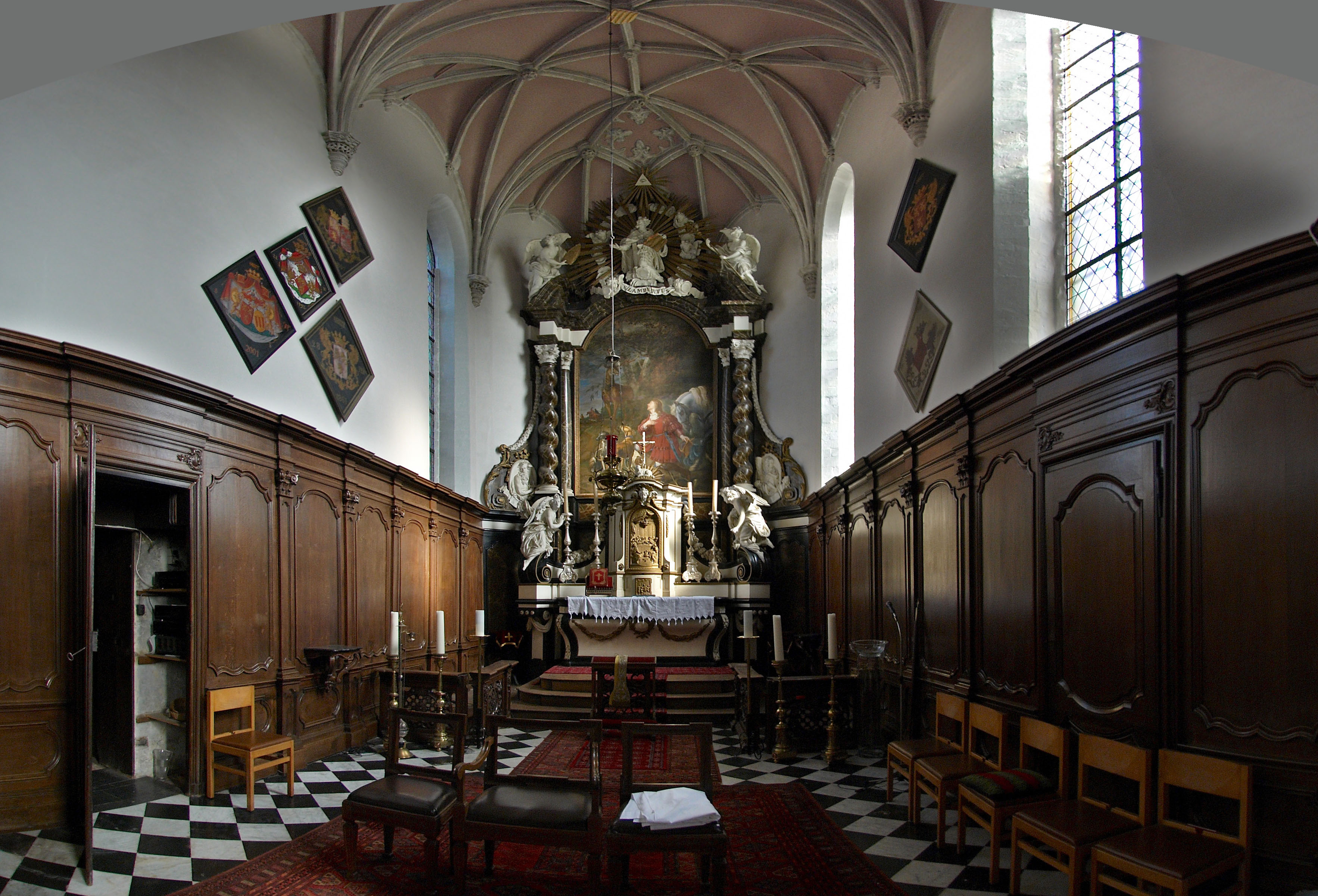
Église Saint-Lambert vue de l'intérieur, avec les Obiit des nobles résidents
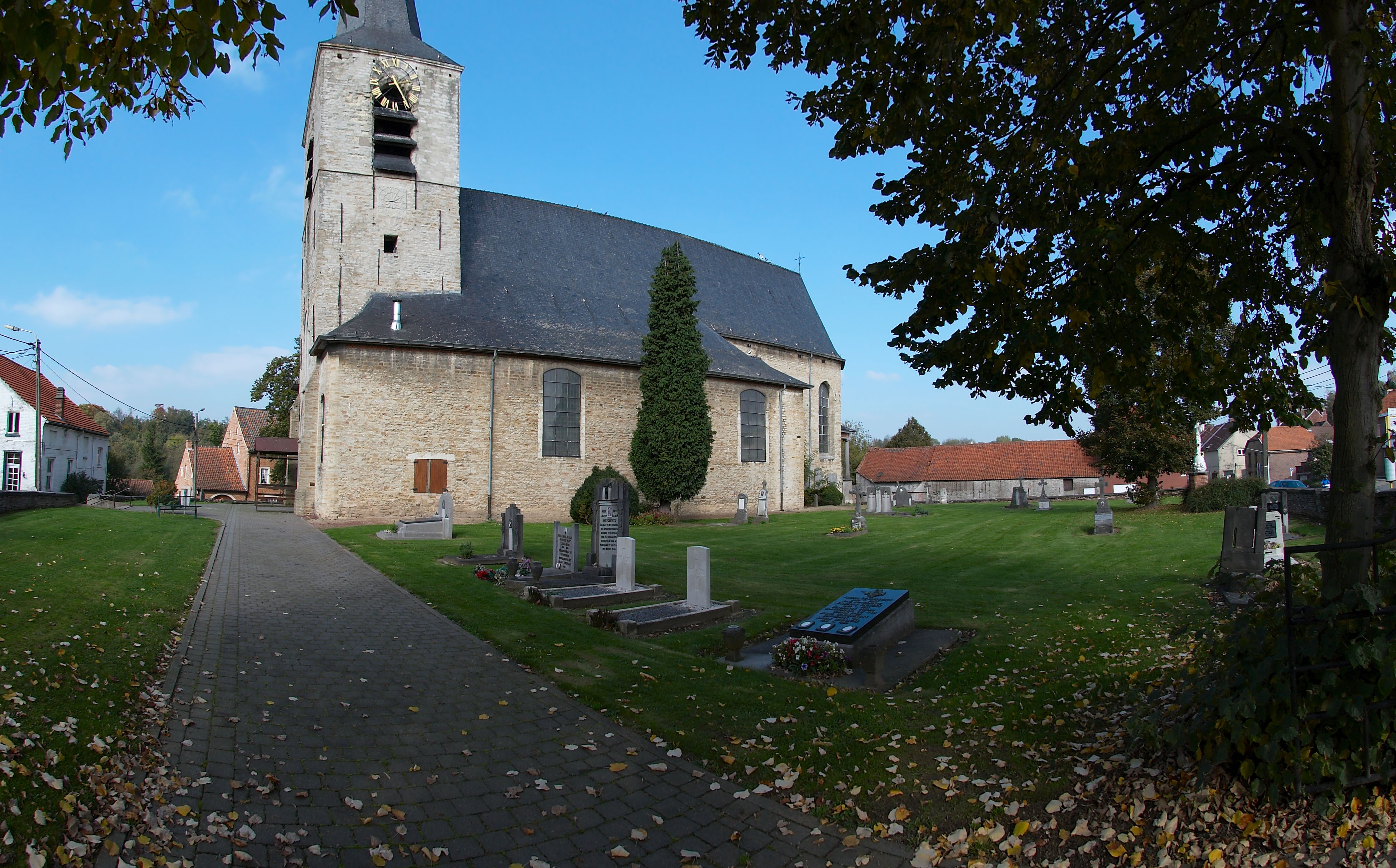
Extérieur de l'église Saint-Lambert direction nord-ouest
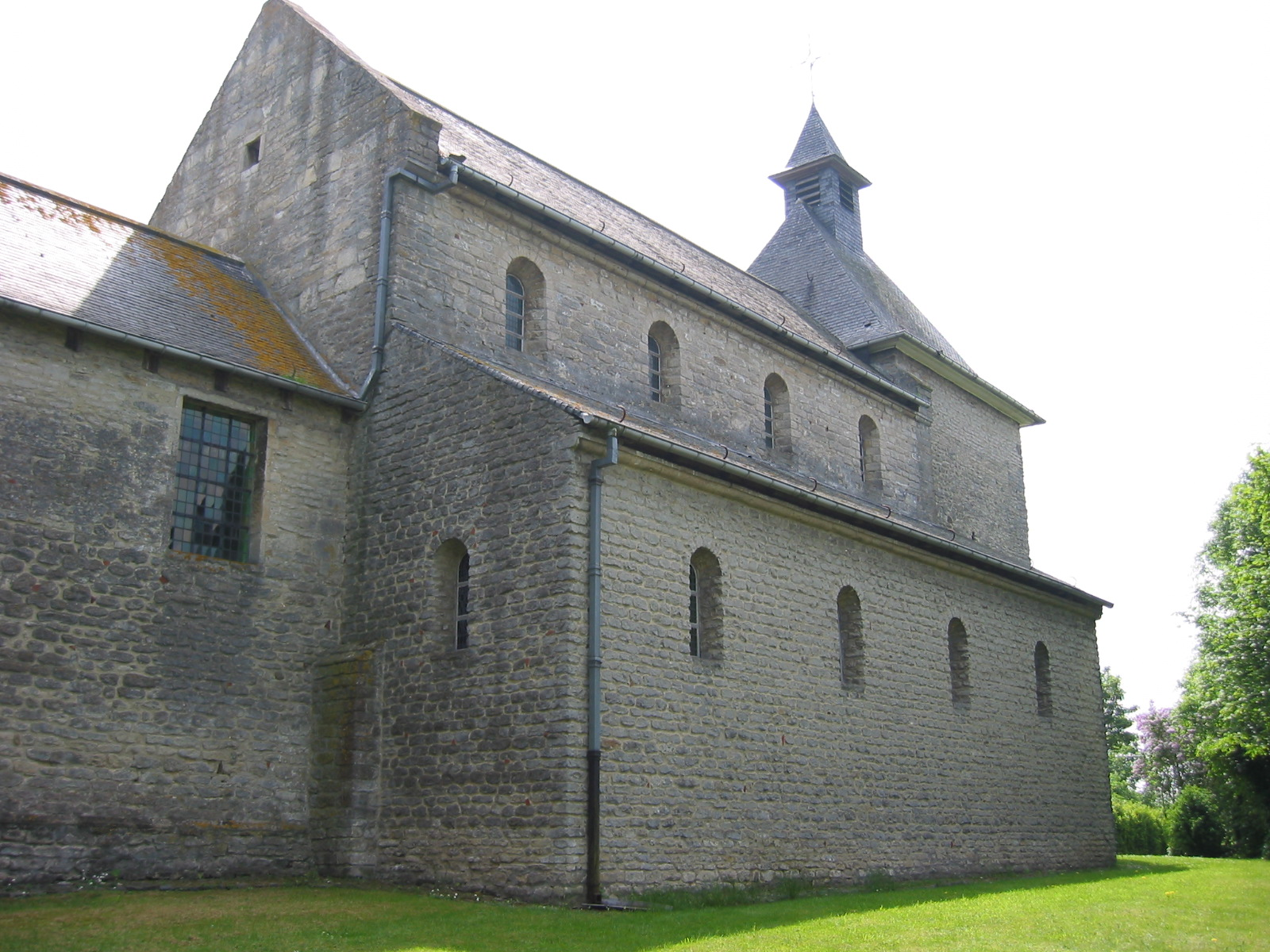